# نيبون إشي سوفت وير
نيبون إشي سوفت وير (بالإنجليزية: Nippon Ichi Software Inc.)‏ هي شركة يابانية متخصصة في ألعاب الفيديو ، تأسست عام 1991 ويقع مقرها في غيفو، اليابان، كاليفورنيا، الولايات المتحدة. تقوم الشركة بـ تطوير ونشر ألعاب الفيديو.

## وصلات خارجية
- الموقع الإلكتروني